# Yevgueni Bushmánov
Yevgueni Aleksándrovich Bushmánov (Tiumén, Unión Soviética, 2 de noviembre de 1971) es un ex-futbolista ruso, se desempeñaba como defensa. También ha ejercido como entrenador.

## Clubes
| Club                 | País            | Año         | Partidos | Goles |
| FC Shinnik Yaroslavl | Unión Soviética | 1988 - 1989 | 18       | 1     |
| FC Spartak Moscú     | URSS/Rusia      | 1990 - 1992 | 12       | 1     |
| PFC CSKA Moscú       | Rusia           | 1992 - 1996 | 121      | 3     |
| FC Torpedo Moscú     | Rusia           | 1997 - 1998 | 43       | 2     |
| FC Spartak Moscú     | Rusia           | 1998 - 2000 | 46       | 1     |
| FC Krylia Sovetov    | Rusia           | 2001 - 2003 | 71       | 0     |

- Datos: Q2704634
- Multimedia: Yevgeni Bushmanov / Q2704634